# بيت الودن (العدين)

تعديل مصدري - تعديل

بيت الودن محلة تابعة لقرية الجحيف السافل، التابعة لعزلة بني عبد الله بمديرية العدين إحدى مديريات محافظة إب في الجمهورية اليمنية، بلغ تعداد سكانها 88 حسب تعداد اليمن لعام 2004.